# スペクター (映画)
『SPECTER』は2005年に製作された特撮映画作品。このフィギュアニメ版の外伝作品としてオリジナル小説が2005年8月24日より発売された。企画・製作はビルドアップ。

## 登場人物
- 寺崎鉄也（演：笠原紳司）
- キャプテン（演：哀川翔）
- 牧野助手（演：栗原瞳）
- 松原博士（演：岡田謙一郎）
- ザングロス星人（演：永倉大輔）

## 登場メカニック
- スペクター
- スペクターバイク

### 武器
- ハイパーマグナム
- ロングライフル
- メガランチャー